# NPO Radio 2

Logo NPO Radio 2

NPO Radio 2 – drugi program publicznego radia holenderskiego Nederlandse Publieke Omroep. W 2005 roku następujące towarzystwa radiowe przygotowywały programy dla NPO Radio 2: Avrotros, BNN, EO, KRO, NCRV, NPS, MAX en VARA. Nadaje głównie muzykę z lat siedemdziesiątych i osiemdziesiątych, czasem także z lat sześćdziesiątych. Najbardziej znanym programem stacji jest Radio 2 Top 2000.